# Abies numidica
Abies numidica är en tallväxtart som beskrevs av De Lannoy och Élie Abel Carrière. Abies numidica ingår i släktet ädelgranar, och familjen tallväxter. IUCN kategoriserar arten globalt som akut hotad. Inga underarter finns listade i Catalogue of Life.
De enda områden där arten förekommer ursprungligt är vid bergen Babor och Tababort i norra Algeriet vid Medelhavet. Dessa regioner ligger 1850 till 2000 meter över havet. Abies numidica kan bilda trädgrupper där inga andra träd ingår eller den bildar skogar tillsammans med atlasceder, Quercus faginea, Acer obtusatum, asp, vitoxel och idegran.

## Bildgalleri

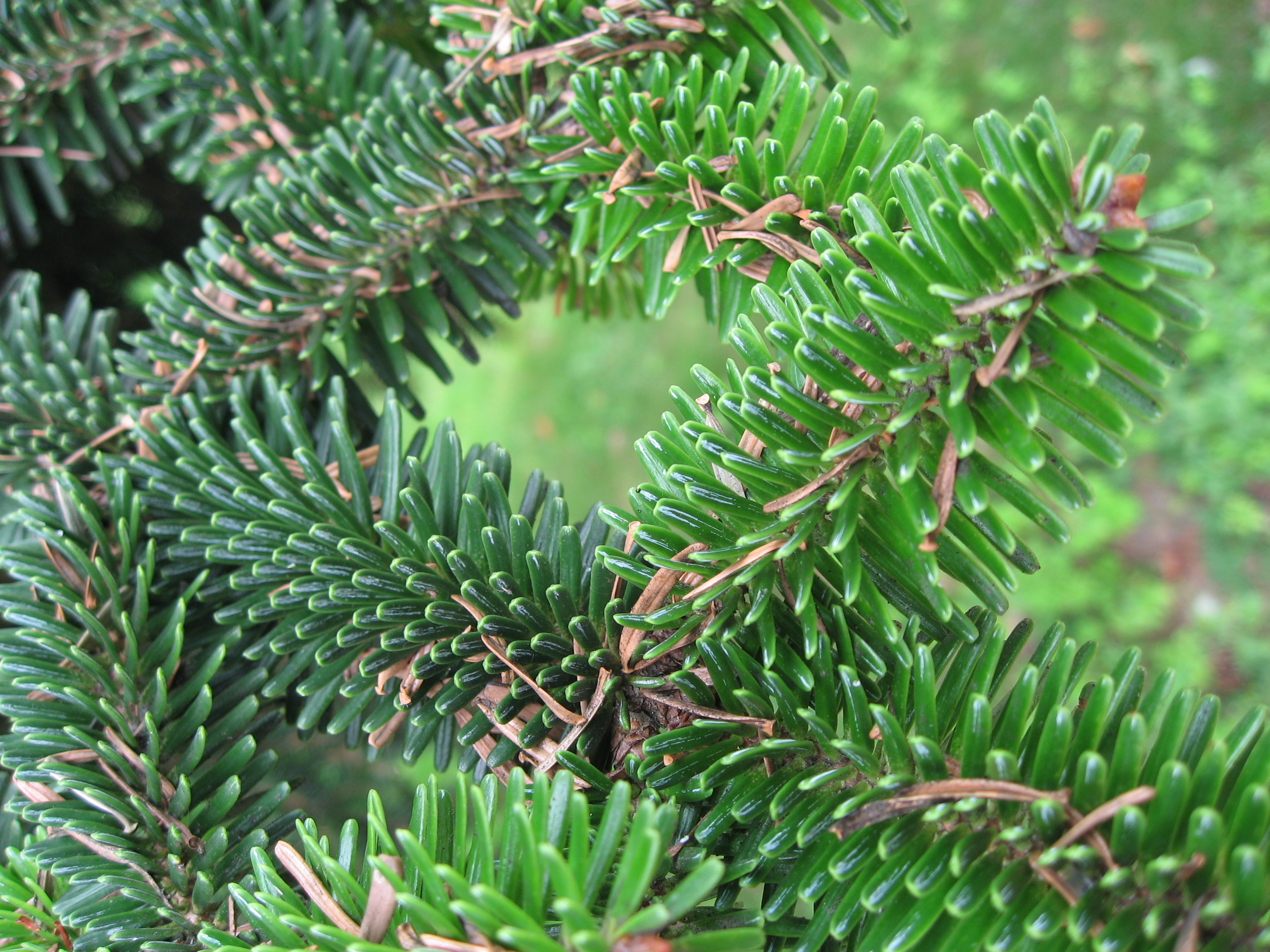
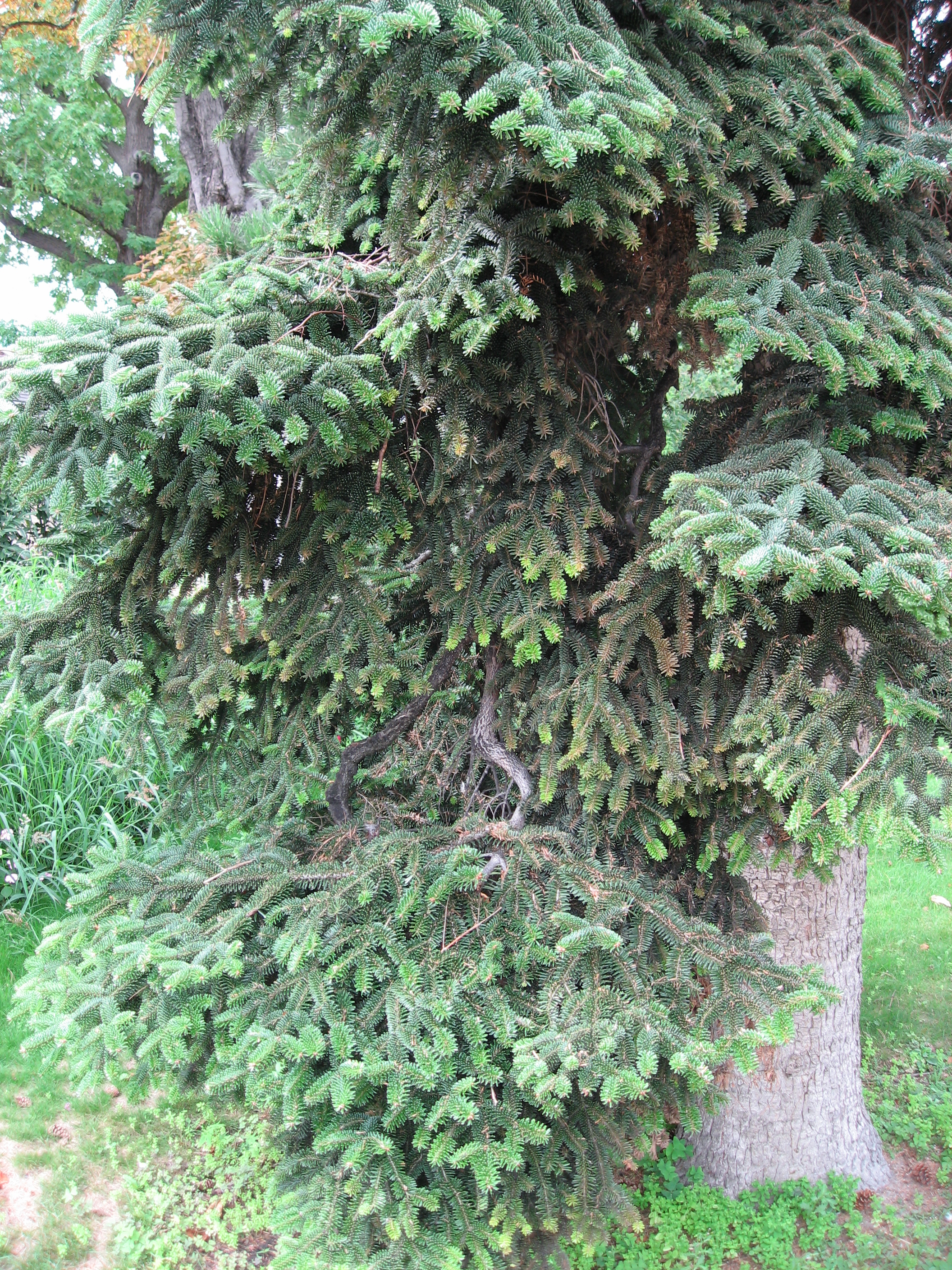
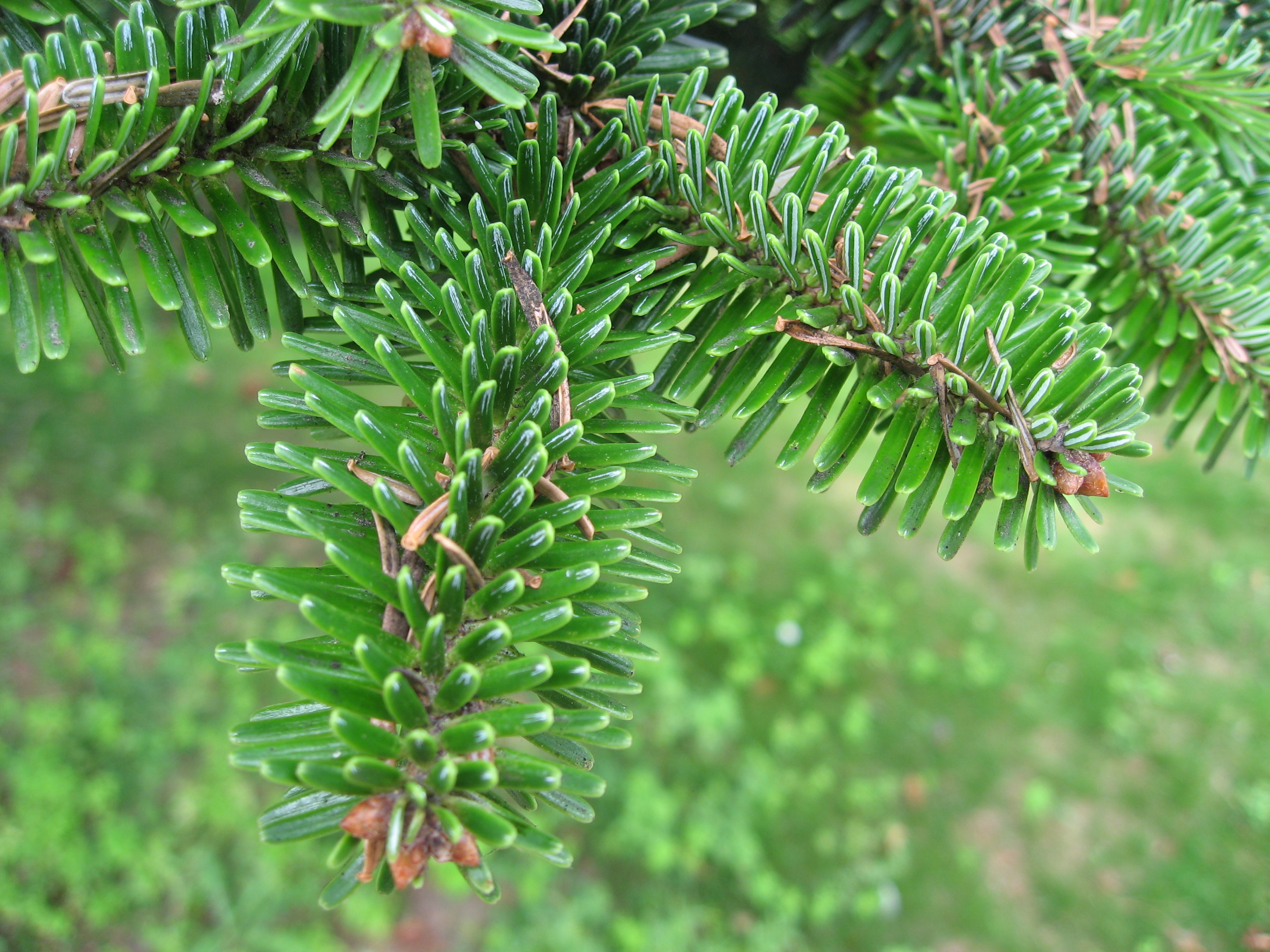
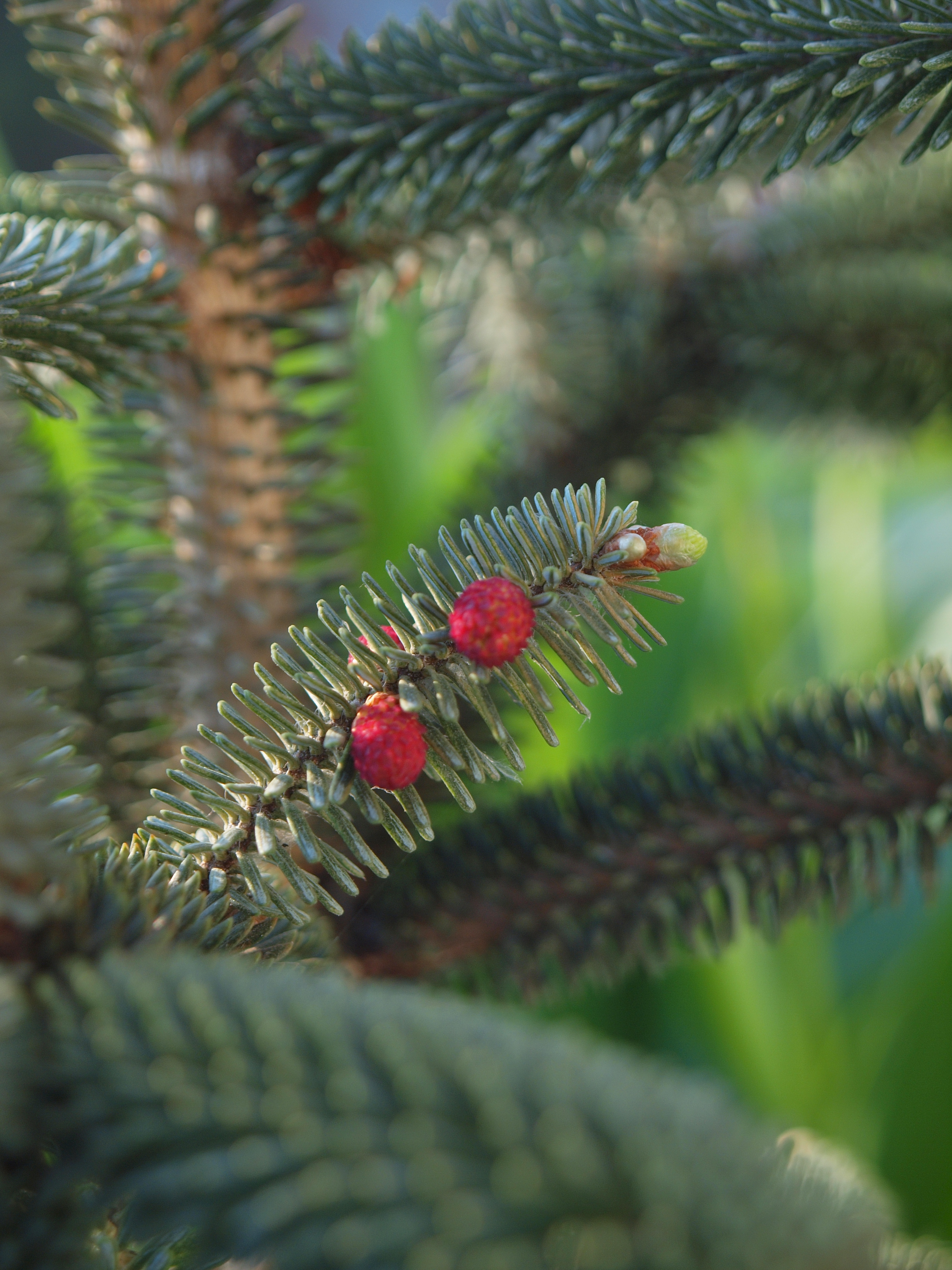
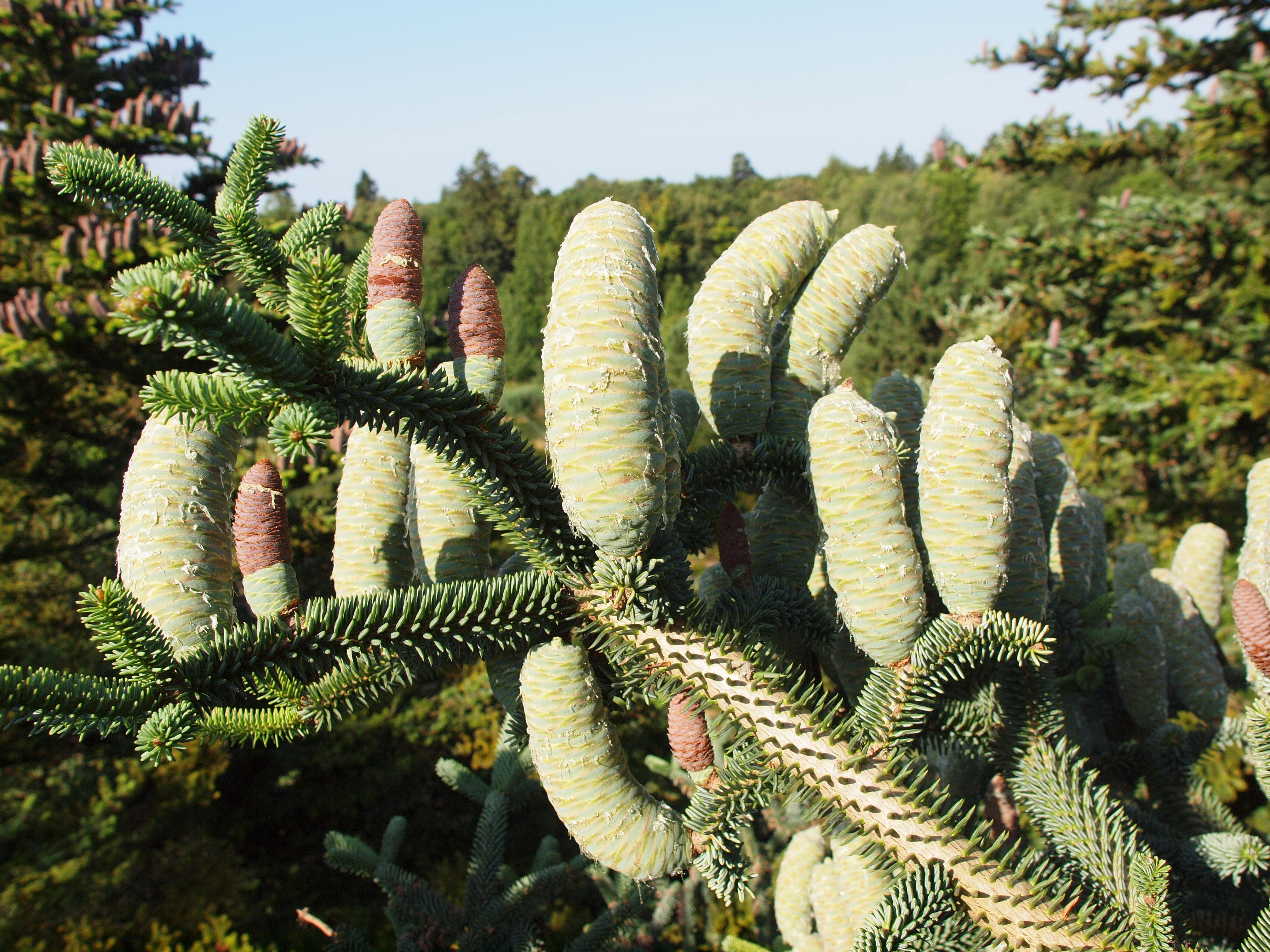
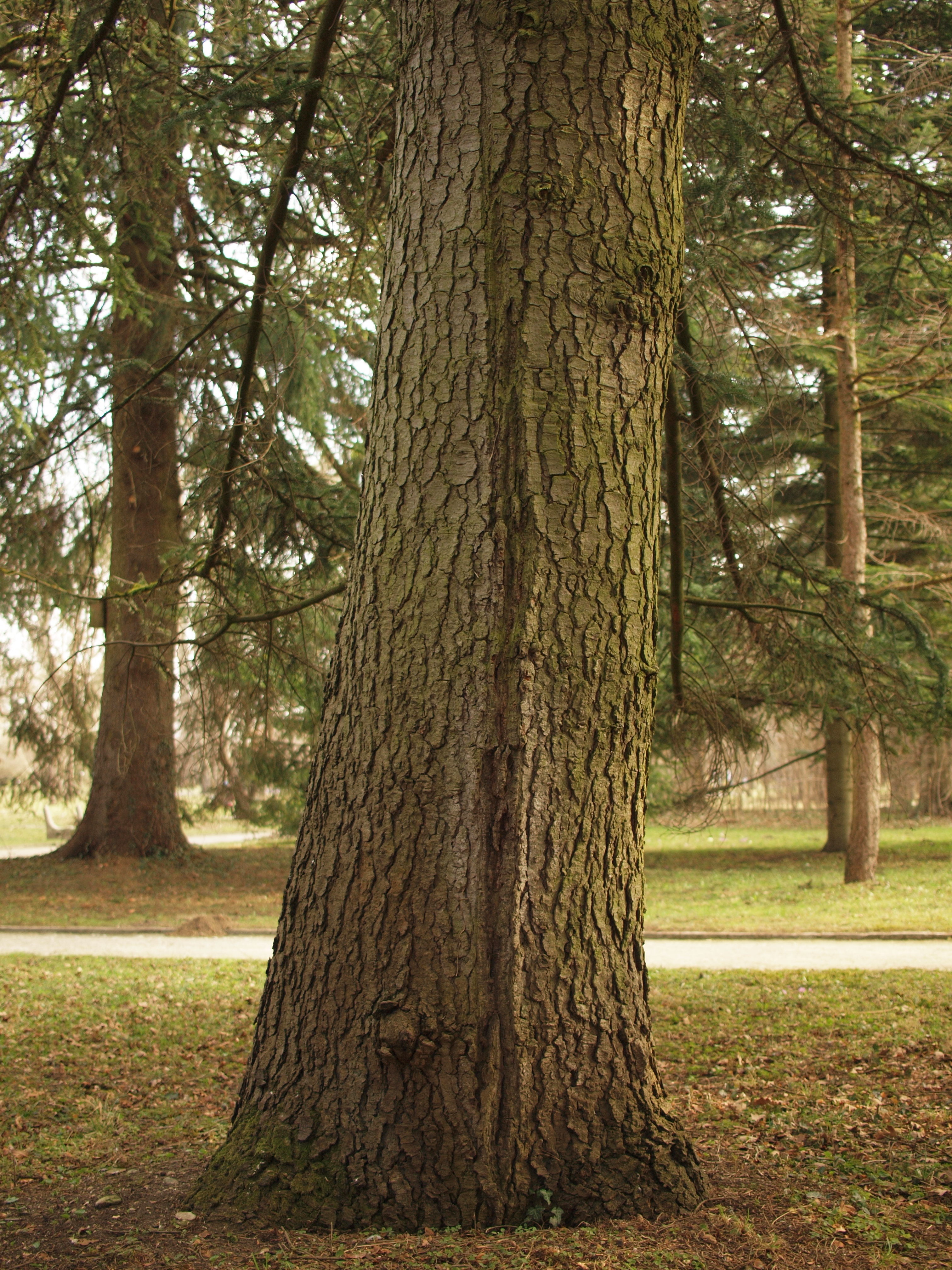